# Il corsaro (film 1952)
Il corsaro (Captain Pirate) è un film del 1952 diretto da Ralph Murphy. È il seguito de Le avventure di Capitan Blood del 1950.

## Trama
Capitan Blood ha rinunciato alla vita avventurosa e si è stabilito nelle Indie Occidentali, nella sua piantagione dove esercita la professione di medico, ma non ha rinunciato a proteggere i deboli, a dare ospitalità ai fuggiaschi, a servire la causa della giustizia. Quando mancano pochi giorni al suo matrimonio con Donna Isabella, si sparge la notizia che Capitan Blood ha attaccato il porto di Cartagena: si tratta sicuramente di un pirata che sta spargendo violenza e terrore, spacciandosi per lui. 
Con questa falsa accusa, il vero Capitan Blood viene arrestato e messo in prigione, ma con l'aiuto di Donna Isabella riesce a evadere: chiama di nuovo a sé i suoi uomini e si impadronisce di un vascello. Dopo una serie di traversie, riesce a smascherare l'impostore e a ristabilire la sua fama di generosità e di onore.

## Produzione
Il film, come il precedente Le avventure di Capitan Blood, fu realizzato in Technicolor. Si basava sul secondo romanzo della trilogia scritta dall'italo-inglese Rafael Sabatini, Captain Blood Returns (Le cronache del Capitano Blood). Dal terzo libro della serie, Le fortune del capitano Blood non fu mai tratto un film. Dieci anni dopo fu realizzato Il figlio del capitan Blood dal regista Tulio Demicheli, ma su una sceneggiatura originale.